# Borja Ekiza
Borja Ekiza Imaz (Pamplona, 6 maart 1988) is een Spaans voormalig professioneel voetballer die doorgaans speelde als centrale verdediger. Tussen 2006 en 2022 was hij actief voor Baskonia, Bilbao Athletic, Athletic Bilbao, Eibar, Zirka Kropyvnytsky, Omonia Nicosia, Enosis Neon Paralimni en UDC Txantrea.

## Carrière
Ekiza werd op zijn veertiende opgenomen in de jeugdopleiding van Athletic Bilbao. Tijdens zijn eerste twee jaar als senior speelde voor CD Baskonia, het derde team van Athletic. De seizoenen erna speelde Ekiza in het belofteteam, Bilbao Athletic, in de Segunda División B. Daarvoor speelde hij 36 wedstrijden, voordat hij in 2011 overgeheveld werd naar de eerste selectie van de club. In zijn eerste seizoenen stond Ekiza bijna altijd in de basis. Vanaf de zomer van 2013 kreeg hij meer een reserverol. Een jaar later verruilde hij Athletic voor Eibar. Voor Eibar speelde hij in twee seizoenen tijd vijftien competitiewedstrijden en in 2016 verkaste de Spanjaard naar Zirka Kropyvnytsky.
Ekiza liet Zirka achter zich in mei 2017, na tien competitiewedstrijden met daarin één doelpunt. Hierna speelde hij één seizoen voor Omonia Nicosia. In juli 2018 verkaste de Spanjaard naar Enosis Neon Paralimni. Tussen januari 2019 en augustus 2021 zat Ekiza zonder club, waarna hij tot het einde van het seizoen tekende voor UDC Txantrea. In de zomer van 2022 besloot Ekiza op vierendertigjarige leeftijd een punt achter zijn actieve loopbaan te zetten.